# Tulyholowe (Konotop)
Tulyholowe (ukrainisch Тулиголове; russisch Тулиголово Tuligolowo) ist ein Dorf in der ukrainischen Oblast Sumy mit etwa 1400 Einwohnern (2004).

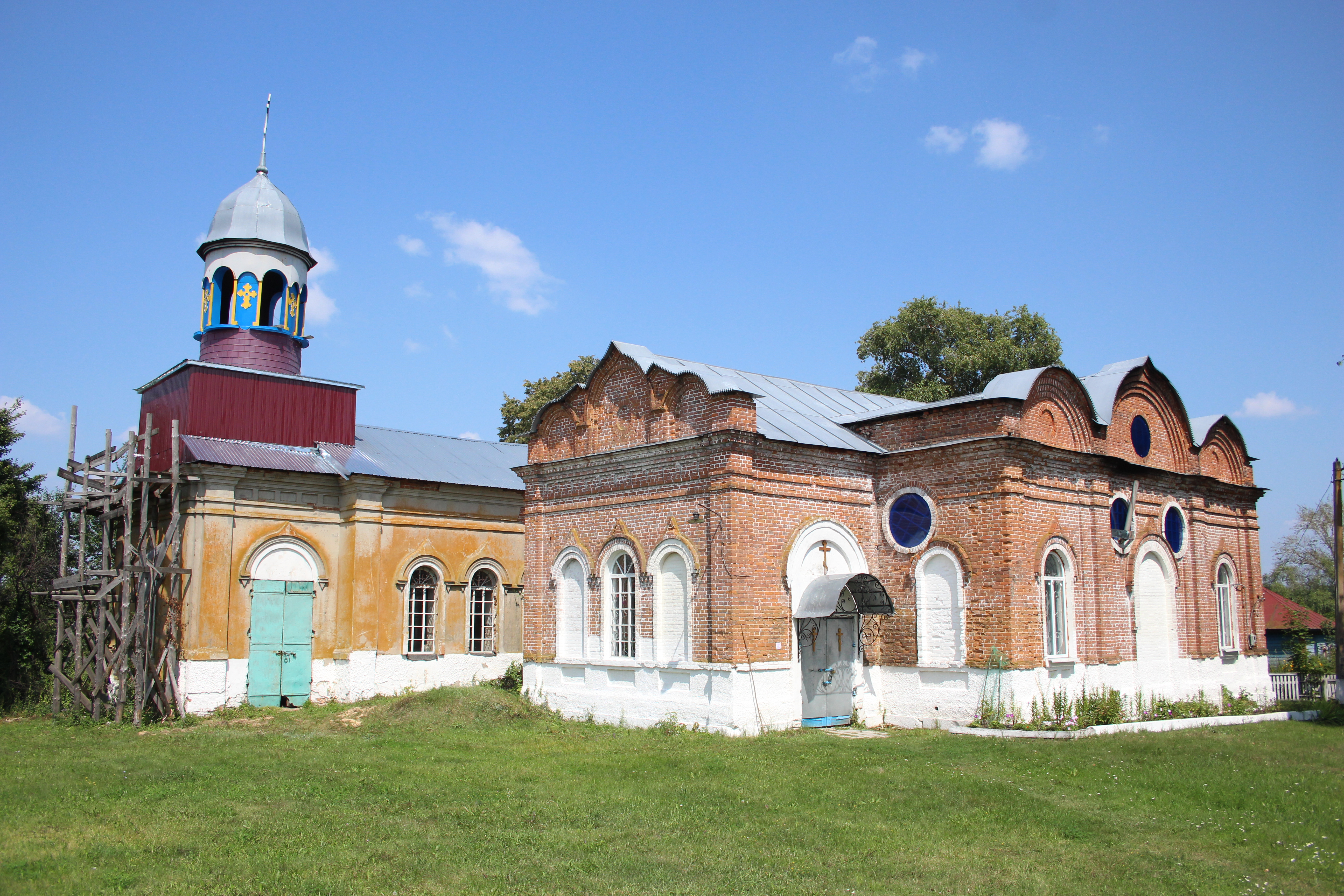
Kirche im Ort

Tulyholowe liegt am 53 km langen Fluss Ret (Реть), einem linken Nebenfluss des Esman (Есмань, Flusssystem Desna) nahe der nördlich verlaufenden Fernstraße M 02/E 101, die Kiew mit Moskau verbindet.
Das im 16. Jahrhundert gegründete Dorf befindet sich 25 km nordöstlich vom ehemaligen Rajonzentrum Krolewez sowie etwa 140 km nordwestlich vom Oblastzentrum Sumy.
Am 12. Juni 2020 wurde das Dorf ein Teil der neugegründeten Stadtgemeinde Krolewez, bis dahin bildete es die gleichnamige Landratsgemeinde Tulyholowe (Тулиголівська сільська рада/Tulyholiwska silska rada) im Osten des Rajons Krolewez.
Am 17. Juli 2020 kam es im Zuge einer großen Rajonsreform zum Anschluss des Rajonsgebietes an den Rajon Konotop.